# Hypnodendron tahiticum
Hypnodendron tahiticum är en bladmossart som beskrevs av Andries Touw 1971. Hypnodendron tahiticum ingår i släktet Hypnodendron och familjen Hypnodendraceae. Inga underarter finns listade i Catalogue of Life.